# Slovenska moška hokejska reprezentanca
Slovenska moška hokejska reprezentanca (tudi Risi) je nastopila na sedemindvajsetih Svetovnih hokejskih prvenstvih, prvič leta 1993. Petkrat od tega na prvenstvu tretjerazredne skupine C (D2), trinajstkrat na prvenstvu drugorazredne skupine B (D1, D1A), kjer je sedemkrat zmagala, in devetkrat na prvenstvu elitne skupine A. Šestkrat je nastopila na kvalifikacijah za nastop na olimpijskih igrah, 1998, 2002, 2006, 2010, 2014 in 2018, ter se dvakrat kvalificirala, prvič na Olimpijske igre 2014, kjer je osvojila sedmo mesto. 
Po razpadu Jugoslavije in njene hokejske reprezentance, v kateri so prevladovali slovenski igralci, je novoustanovljena slovenska hokejska reprezentanca prvič zaigrala na Svetovnem prvenstvu 1993 v skupini C, ki je potekalo v Sloveniji. Toda ker sta v tistem času razpadli tudi Sovjetska zveza in Češkoslovaška iz katerih je nastalo več močnih reprezentanc, je potrebovala kar pet let za uvrstitev v skupino B, kar ji je uspelo z drugim mestom na prvenstvu 1997 v Estoniji. 21. aprila 2001 pa si je slovenska reprezentanca z zmago proti reprezentanci Estonije s 16:0 na prvenstvu 2001 D1 v Ljubljani prvič zagotovila napredovanje v elitno skupino svetovnega hokeja. Od takrat je devetkrat igrala v elitni skupini svetovnega hokeja, dvakrat ji je uspelo obstati v elitni skupini, trikrat pa se je po izpadu z zmago na turnirju D1 ponovno uvrstila v elitno diviziji. Za Svetovno prvenstvo leta 2018 je Slovenija uvrščena v divizijo D1A po izpadu na turnirju elitne divizije 2017.
Slovenija je kot samostojna reprezentanca sedemkrat gostila hokejska svetovna prvenstva. Prvič že ob premiernem nastopu na svetovnih prvenstvih leta 1993, ko sta Bled in Jesenice gostila reprezentance na SP skupine C. Isto prizorišče je bilo tudi leta 1996, znova na prvenstvu skupine C. Po petih letih se je Slovencem uspelo uvrstiti v skupino B in že takoj naslednje leto tudi prvič gostiti svetovno prvenstvo skupine B, kjer je Slovenska reprezentanca v Ljubljani in Jesenicah osvojila končno drugo mesto in se celo potegovala za napredovanje v skupino A. Leta 2001 je bilo prvenstvo v Ljubljani in Sloveniji je uspela zgodovinska uvrstitev v skupino A. S štirimi zmagami in remijem je osvojila zlato pred Združenim kraljestvom. Prvenstva skupine B je Slovenija gostila še leta 2007, 2010 in 2012. Vsakič je slovenskim hokejistom uspelo zmagati in se vedno znova uvrstiti v Elitno skupino hokeja na ledu. 
Od leta 2001, ko je Slovenija zmagala na svetovnem prvenstvu skupine B in se premierno uvrstila v skupino A, se je Slovenija redno selila med elitno in prvo divizijo, katero je osvojila sedemkrat in le leta 2008 osvojila srebro po porazu s Kazahstanom.Na prvenstvih Divizije 1 je Slovenija zmagala na skoraj vseh tekmah, razen remija z Združenim kraljestvom leta 2001, zmage po podaljšku leta 2010 z Združenim kraljestvom in treh porazov. Leta 2008 1:2 s Kazahstanom, leta 2014 1:2 z Japonsko leta 2016 1:4 s Poljaki. 

## Nastopi na olimpijskih igrah

### Zimske olimpijske igre 2014
Uvrstitev: 7. mesto
| Slovenija | 2 -5  | Rusija   |
| Slovenija | 3 - 1 | Slovaška |
| Slovenija | 1 - 5 | ZDA      |
| Slovenija | 4 - 0 | Avstrija |
| Slovenija | 0 - 5 | Švedska  |

### Zimske olimpijske igre 2018
Uvrstitev: 9. mesto
| Slovenija | 3 - 2 P  | ZDA      |
| Slovenija | 2 - 8    | Rusija   |
| Slovenija | 3 - 2 KS | Slovaška |
| Slovenija | 1 - 2 P  | Norveška |

## Nastopi na svetovnih prvenstvih

### Svetovno prvenstvo 1993 C
Uvrstitev: 4. mesto
Kvalifikacije
| Slovenija | 15 - 1 | Hrvaška |

| Slovenija | 7 - 2 | Hrvaška |

Zmagovalec je dobil pravico nastopa na svetovnem prvenstvu 1993 skupine C, poraženec je nastopal na svetovnem prvenstvu skupine D.
| Slovenija | 15 - 2 | Avstralija   |
| Slovenija | 12 - 0 | Španija      |
| Slovenija | 29 - 0 | Južna Afrika |
| Slovenija | 14 - 0 | Madžarska    |
| Slovenija | 4 - 0  | Kazahstan    |
| Slovenija | 1 - 5  | Latvija      |
| Slovenija | 3 - 7  | Kazahstan    |

### Svetovno prvenstvo 1994 C
Uvrstitev: 5. mesto
| Slovenija | 8 - 2  | Madžarska  |
| Slovenija | 0 - 9  | Slovaška   |
| Slovenija | 3 - 6  | Belorusija |
| Slovenija | 13 - 0 | Bolgarija  |
| Slovenija | 1 - 6  | Ukrajina   |
| Slovenija | 1 - 4  | Kazahstan  |

### Svetovno prvenstvo 1995 C
Uvrstitev: 7. mesto
| Slovenija | 4 - 5  | Belorusija     |
| Slovenija | 3 - 6  | Estonija       |
| Slovenija | 7 - 3  | FR Jugoslavija |
| Slovenija | 13 - 1 | Bolgarija      |

### Svetovno prvenstvo 1996 C
Uvrstitev: 3. mesto
| Slovenija | 2 - 4  | Kazahstan |
| Slovenija | 4 - 1  | Romunija  |
| Slovenija | 6 - 3  | Estonija  |
| Slovenija | 2 - 4  | Ukrajina  |
| Slovenija | 4 - 3  | Madžarska |
| Slovenija | 10 - 2 | Kitajska  |
| Slovenija | 13 - 2 | Hrvaška   |

### Svetovno prvenstvo 1997 C
Uvrstitev: 2. mesto
| Slovenija | 5 - 0  | Romunija |
| Slovenija | 11 - 1 | Kitajska |
| Slovenija | 2 - 3  | Ukrajina |
| Slovenija | 4 - 1  | Japonska |
| Slovenija | 3 - 3  | Estonija |

### Svetovno prvenstvo 1998 B
Uvrstitev: 2. mesto
| Slovenija | 3 - 0 | Poljska             |
| Slovenija | 4 - 3 | Norveška            |
| Slovenija | 6 - 1 | Nizozemska          |
| Slovenija | 5 - 3 | Združeno kraljestvo |
| Slovenija | 3 - 4 | Ukrajina            |
| Slovenija | 4 - 4 | Danska              |
| Slovenija | 3 - 0 | Estonija            |

### Kvalifikacije za svetovno prvenstvo 1999 skupina A
Uvrstitev: 3. mesto
| Slovenija | 1 - 1 | Nemčija |

| Slovenija | 2 - 5 | Francija |

| Slovenija | 2 - 2 | Ukrajina |

### Svetovno prvenstvo 1999 B
Uvrstitev: 5. mesto
| Slovenija | 1 - 2 | Združeno kraljestvo |
| Slovenija | 1 - 4 | Danska              |
| Slovenija | 5 - 1 | Madžarska           |
| Slovenija | 4 - 1 | Poljska             |
| Slovenija | 0 - 4 | Kazahstan           |
| Slovenija | 0 - 1 | Nemčija             |
| Slovenija | 3 - 3 | Estonija            |

### Svetovno prvenstvo 2000 B
Uvrstitev: 7. mesto
| Slovenija | 2 - 7 | Nemčija             |
| Slovenija | 3 - 3 | Združeno kraljestvo |
| Slovenija | 2 - 4 | Danska              |
| Slovenija | 3 - 9 | Kazahstan           |
| Slovenija | 2 - 2 | Nizozemska          |
| Slovenija | 1 - 3 | Poljska             |
| Slovenija | 2 - 3 | Estonija            |

### Svetovno prvenstvo 2001 D1
Uvrstitev: 1. mesto
| Slovenija | 15 - 1 | Hrvaška             |
| Slovenija | 7 - 1  | Kitajska            |
| Slovenija | 3 - 3  | Združeno kraljestvo |
| Slovenija | 3 - 1  | Kazahstan           |
| Slovenija | 16 - 0 | Estonija            |

### Svetovno prvenstvo 2002 A
Uvrstitev: 13. mesto
| Slovenija | 1 - 8 | Rusija   |
| Slovenija | 2 - 8 | Švedska  |
| Slovenija | 3 - 5 | Avstrija |
| Slovenija | 4 - 3 | Japonska |
| Slovenija | 4 - 2 | Poljska  |
| Slovenija | 4 - 0 | Italija  |

### Svetovno prvenstvo 2003 A
Uvrstitev: 15. mesto
| Slovenija | 2 - 5  | Češka      |
| Slovenija | 0 - 12 | Finska     |
| Slovenija | 2 - 6  | Avstrija   |
| Slovenija | 2 - 7  | ZDA        |
| Slovenija | 3 - 3  | Japonska   |
| Slovenija | 3 - 4  | Belorusija |

### Svetovno prvenstvo 2004 D1
Uvrstitev: 1. mesto
| Slovenija | 10 - 2 | Južna Koreja |
| Slovenija | 4 - 0  | Italija      |
| Slovenija | 8 - 0  | Romunija     |
| Slovenija | 7 - 2  | Estonija     |
| Slovenija | 4 - 1  | Poljska      |

### Svetovno prvenstvo 2005 A
Uvrstitev: 13. mesto
| Slovenija | 0 - 7 | ZDA      |
| Slovenija | 0 - 8 | Kanada   |
| Slovenija | 1 - 3 | Latvija  |
| Slovenija | 4 - 3 | Danska   |
| Slovenija | 1 - 9 | Nemčija  |
| Slovenija | 6 - 2 | Avstrija |

### Svetovno prvenstvo 2006 A
Uvrstitev: 16. mesto
| Slovenija | 3 - 5 | Finska    |
| Slovenija | 4 - 5 | Češka     |
| Slovenija | 1 - 5 | Latvija   |
| Slovenija | 3 - 3 | Danska    |
| Slovenija | 0 - 5 | Kazahstan |
| Slovenija | 3 - 3 | Italija   |

### Svetovno prvenstvo 2007 D1
Uvrstitev: 1. mesto
| Slovenija | 10 - 1 | Romunija            |
| Slovenija | 4 - 1  | Madžarska           |
| Slovenija | 4 - 0  | Združeno kraljestvo |
| Slovenija | 7 - 1  | Japonska            |
| Slovenija | 4 - 2  | Litva               |

### Svetovno prvenstvo 2008 A
Uvrstitev: 15. mesto
| Slovenija | 1 - 5    | Kanada   |
| Slovenija | 1 - 5    | ZDA      |
| Slovenija | 0 - 3    | Latvija  |
| Slovenija | 1 - 5    | Slovaška |
| Slovenija | 3 - 4 KS | Slovaška |

### Svetovno prvenstvo 2009 D1
Uvrstitev: 2. mesto
| Slovenija | 6 - 0 | Avstralija |
| Slovenija | 8 - 2 | Litva      |
| Slovenija | 4 - 2 | Hrvaška    |
| Slovenija | 2 - 1 | Japonska   |
| Slovenija | 1 - 2 | Kazahstan  |

### Svetovno prvenstvo 2010 D1
Uvrstitev: 1. mesto
| Slovenija | 3 - 2  | Poljska          |
| Slovenija | 10 - 1 | Hrvaška          |
| Slovenija | 4 - 3  | Velika Britanija |
| Slovenija | 8 - 3  | Južna Koreja     |
| Slovenija | 4 - 1  | Madžarska        |

### Svetovno prvenstvo 2011 A
Uvrstitev: 16. mesto
| Slovenija | 1 - 3    | Slovaška   |
| Slovenija | 4 - 6    | Rusija     |
| Slovenija | 2 - 3 KS | Nemčija    |
| Slovenija | 5 - 2    | Latvija    |
| Slovenija | 2 - 3    | Avstrija   |
| Slovenija | 1 - 7    | Belorusija |

### Svetovno prvenstvo 2012 D1A
Uvrstitev: 1. mesto
| Slovenija | 3 - 2 | Združeno kraljestvo |
| Slovenija | 4 - 2 | Japonska            |
| Slovenija | 4 - 1 | Madžarska           |
| Slovenija | 3 - 2 | Ukrajina            |
| Slovenija | 3 - 2 | Avstrija            |

### Svetovno prvenstvo 2013 A
Uvrstitev: 16. mesto
| Slovenija | 1 - 3   | Norveška   |
| Slovenija | 3 - 4   | Belorusija |
| Slovenija | 2 - 3 P | Danska     |
| Slovenija | 1 - 7   | Švica      |
| Slovenija | 2 - 4   | Češka      |
| Slovenija | 0 - 2   | Švedska    |
| Slovenija | 3 - 4 P | Kanada     |

### Svetovno prvenstvo 2014 D1A
Uvrstitev: 1. mesto
| Slovenija | 1 - 2 | Japonska     |
| Slovenija | 4 - 0 | Južna Koreja |
| Slovenija | 2 - 0 | Madžarska    |
| Slovenija | 5 - 3 | Ukrajina     |
| Slovenija | 3 - 1 | Avstrija     |

### Svetovno prvenstvo 2015 A
Uvrstitev: 16. mesto
| Slovenija | 2 - 4 | Belorusija |
| Slovenija | 3 - 5 | Rusija     |
| Slovenija | 1 - 3 | Slovaška   |
| Slovenija | 0 - 4 | Finska     |
| Slovenija | 1 - 3 | Norveška   |
| Slovenija | 1 - 3 | ZDA        |
| Slovenija | 1 - 0 | Danska     |

### Svetovno prvenstvo 2016 D1A
Uvrstitev: 1. mesto
| Slovenija | 7 - 1 | Japonska     |
| Slovenija | 3 - 1 | Italija      |
| Slovenija | 1 - 4 | Poljska      |
| Slovenija | 5 - 1 | Južna Koreja |
| Slovenija | 2 - 1 | Avstrija     |

### Svetovno prvenstvo 2017 A
Uvrstitev: 15. mesto
| Slovenija | 4 - 5 KS | Švica      |
| Slovenija | 2 - 7    | Kanada     |
| Slovenija | 1 - 5    | Norveška   |
| Slovenija | 2 - 5    | Finska     |
| Slovenija | 1 - 5    | Češka      |
| Slovenija | 2 - 5    | Belorusija |
| Slovenija | 1 - 4    | Francija   |

### Svetovno prvenstvo 2018 D1A
Uvrstitev: 5. mesto
| Slovenija | 1 - 3 | Združeno kraljestvo |
| Slovenija | 2 - 4 | Poljska             |
| Slovenija | 4 - 1 | Madžarska           |
| Slovenija | 5 - 3 | Kazahstan           |
| Slovenija | 3 - 4 | Italija             |

### Svetovno prvenstvo 2019 D1A
Uvrstitev: 4. mesto
| Slovenija | 2 - 3 | Kazahstan    |
| Slovenija | 3 - 5 | Južna Koreja |
| Slovenija | 1 - 3 | Belorusija   |
| Slovenija | 6 - 0 | Madžarska    |
| Slovenija | 9 - 0 | Litva        |

## Nastopi na kvalifikacijah za olimpijske igre

### Hokej na ledu na Zimskih olimpijskih igrah 1998 - moške kvalifikacije
Uvrstitev: 4. mesto, domače in povratne tekme, 25. oktober 1995 - 12. december 1996, Skupina A
| Slovenija | 2 - 4 | Danska              |
| Slovenija | 5 - 1 | Danska              |
| Slovenija | 8 - 0 | Nizozemska          |
| Slovenija | 9 - 0 | Nizozemska          |
| Slovenija | 4 - 5 | Združeno kraljestvo |
| Slovenija | 0 - 5 | Združeno kraljestvo |
| Slovenija | 1 - 4 | Švica               |
| Slovenija | 3 - 5 | Švica               |

### Hokej na ledu na Zimskih olimpijskih igrah 2002 - moške kvalifikacije
Uvrstitev: 3. mesto,  Ljubljana (Hala Tivoli), 10. - 13. februar 2000, Skupina 1
| Slovenija | 2 - 5  | Nemčija |
| Slovenija | 0 - 7  | Italija |
| Slovenija | 11 - 0 | Srbija  |

### Hokej na ledu na Zimskih olimpijskih igrah 2006 - moške kvalifikacije
Uvrstitev: 3. mesto,  Riga, 10. - 13. februar 2005, Skupina B
| Slovenija | 1 - 2 | Latvija    |
| Slovenija | 2 - 7 | Belorusija |
| Slovenija | 4 - 3 | Poljska    |

### Hokej na ledu na Zimskih olimpijskih igrah 2010 - moške kvalifikacije
Uvrstitev: 4. mesto,  Hanover, 5. - 8. februar 2009, Skupina E
| Slovenija | 3 - 4 | Avstrija |
| Slovenija | 4 - 5 | Japonska |
| Slovenija | 1 - 2 | Nemčija  |

### Hokej na ledu na Zimskih olimpijskih igrah 2014 - moške kvalifikacije
Uvrstitev: 1. mesto,  Vojens, 7. - 10. februar 2013, Skupina F
| Slovenija | 4 - 2 | Belorusija |
| Slovenija | 2 - 1 | Danska     |
| Slovenija | 6 - 1 | Ukrajina   |

### Hokej na ledu na Zimskih olimpijskih igrah 2018 - moške kvalifikacije
Uvrstitev: 1. mesto,  Minsk, 1. - 4. september 2016, Skupina D
| Slovenija | 6 - 1    | Poljska    |
| Slovenija | 3 - 0    | Danska     |
| Slovenija | 3 - 2 KS | Belorusija |

## Selektorji
- Edo Terglav (2023—danes)
- Matjaž Kopitar (2019—2023)
- Ivo Jan (2018—2019)
- Kari Savolainen (2017—2018)
- Nik Zupančič (2015—2017)
- Matjaž Kopitar (2011—2015)
- John Harrington (2009—2010)
- Mats Waltin (2008)
- Ted Sator (2007)
- František Vyborny (2006)
- Kari Savolainen (2004—2005)
- Matjaž Sekelj (2001—2003)
- Rudi Hiti (2000)
- Pavle Kavčič (1997—1999)
- Vladimir Krikunov (1995—1996)
- Rudi Hiti (1992—1994)

## Statistika
- Prva tekma: 20. marec 1992 na Dunaju: Avstrija  1-0  Slovenija
- Najvišja zmaga: 15. marec 1993 v Hali Tivoli: Slovenija  29-0  Južna Afrika
- Najvišji poraz: 28. april 2003 v Tamperi, Finska: Finska  12-0  Slovenija

- Največ točk: Tomaž Vnuk, 171
- Največ nastopov: Tomaž Razingar, 212